# Levita (isla)
Levita (en griego: Λέβιθα; en italiano: Lèvita; en turco: Koçbaba) o Levitha es una pequeña isla situada al este del mar Egeo, entre Cos y Paros, que forma parte de las islas del Dodecaneso. El área total de la isla es 9,1 km cuadrados y su longitud total de línea de costa es de 34 km.

## Geografía
Levita pertenece a un grupo de seis pequeñas islas y algunos islotes, que se encuentran entre Leros y Kálimnos en el este y la isla cicládica de Amorgós en el oeste. Al sur se encuentra Astipalea. Además de ella este grupo de islas está formado por los islotes Mavra, que son Glaros, Kinaros y Plaka.
La isla tiene una superficie de 9,121 m². y el punto más alto es el monte Vardia (Βάρδια) con una altura de 130 metros En Akra Spano, el punto de la isla más oriental, hay un faro. La costa de la isla es muy accidentada, en el lado sur hay dos grandes bahías que proporcionan protección contra los vientos del norte como fondeaderos naturales y por lo tanto son populares entre los marineros. Cerca de la bahía este hay un pequeño asentamiento. Las plantas típicas son la maquia y la garriga, que dominan el paisaje.

## Historia

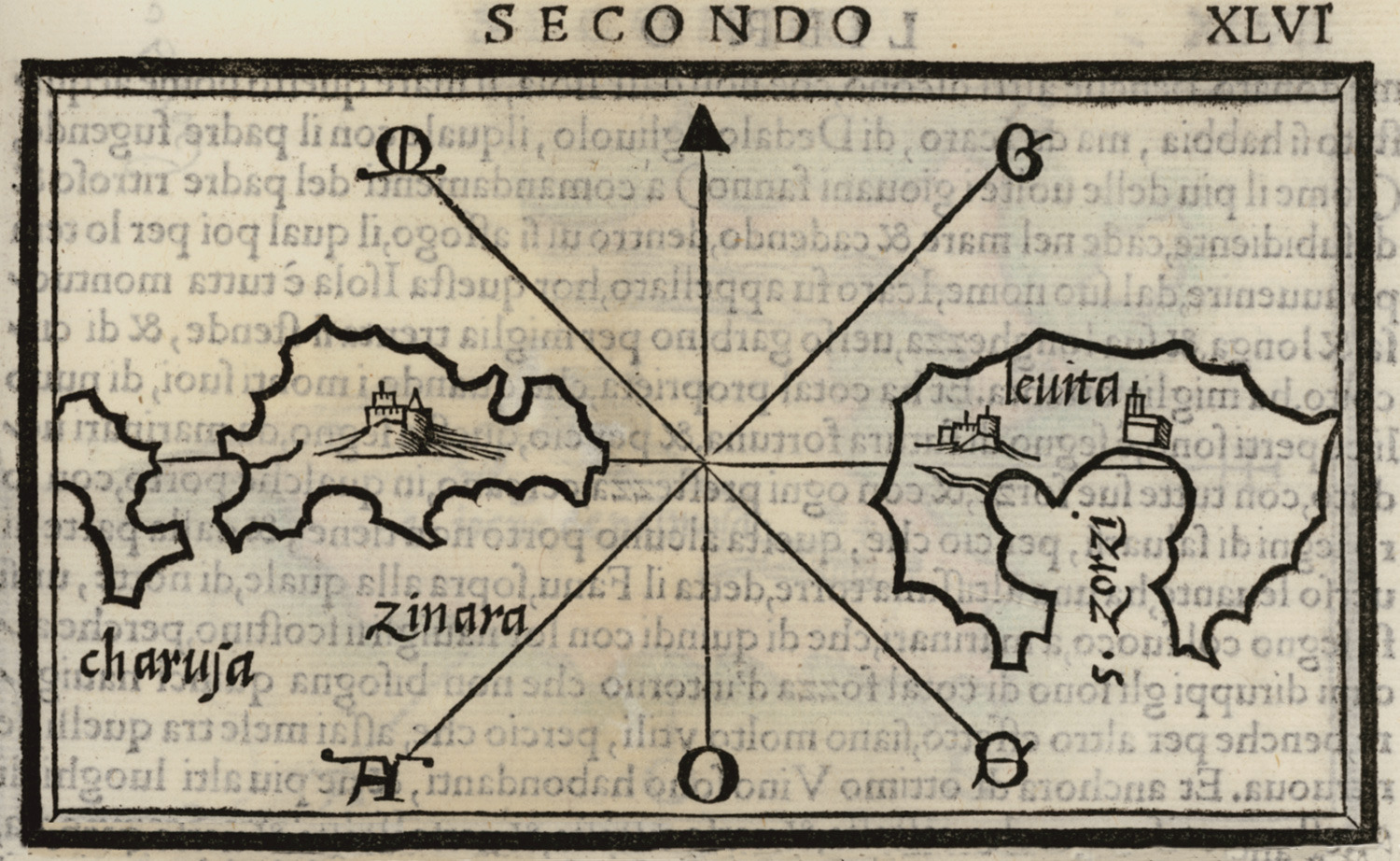
Mapa de 1547 de las islas de Kinaros (der) y Levita (izd)

.En la antigüedad la isla tenía el nombre de Lebintos (Λέβινθος), lo que muestra el origen pre-griego. Se han identificado restos de antiguos edificios que al parecer estaban relacionados con el desarrollo de un pequeño pueblo de pescadores. Durante la época romana Lebintos sirvió como lugar de exilio debido a su ubicación remota. La isla es mencionada en dos de las obras de Ovidio, Ars Amatoria (II, 81) y Las Metamorfosis (VIII, 222), en relación con la saga de Dédalo e Ícaro. Mientras escapan de Creta, Dédalo e Ícaro volaron sobre una serie de islas, Lebintos entre ellas es referida como:"... la mano derecha era Lebintos..." ("... dextra Lebinthos erat..."). Se supone que Ovidio utilizó un "diccionario" o un mapa geográfico de una biblioteca de Roma en la selección de las islas del Egeo que marcan la fuga de los dos "primeros hombres alados de la humanidad".También es nombrada en la Geografía de Estrabón.

### La moderna Levita
La población de la isla en la actualidad (2009) es de tres personas, una familia con un niño que tratan de llevar una forma de vida ecológica combinando el cultivo de las tierras con el uso de energías renovables. Para su autoabastecimiento cultivan y mantienen unas cuantas cabras. Un sistema fotovoltaico les proporciona energía. El dinero que genera una taberna y el alquiler de habitaciones han aumentado los ingresos.
| Año        | 1947 | 1951 | 1961 | 1971 | 1981 | 1991 | 2001 | 2011 |
| ---------- | ---- | ---- | ---- | ---- | ---- | ---- | ---- | ---- |
| Habitantes | 12   | 8    | 7    | -    | 4    | -    | 8    | 0    |

## Naturaleza
Levitha es parte de la red GR Natura 2000 4220012 Nordamorgos, Kinaros, Levitha, Mavria y Glaros (Βόρεια Αμοργός και Κύναρο, Λέβιθα, Μαυριά και Γλάρος), ya que hay casos de focas monje, tortugas del Caspio y culebras de cuatro rayas (Elaphe quatuorlineata) y al mismo tiempo forma parte de las Áreas importantes para la conservación de las aves GR 163 Kinaros, Islas Levitha e islotes rocosos (Κίναρος, Λέβιθα και βραχονησίδες) clasificados como islas de anidación del halcón de Eleonor y la gaviota de Audouin.